# Epania petra
Epania petra là một loài bọ cánh cứng trong họ Cerambycidae.